# Sovjetsko-turski rat
Sovjetsko-turski rat 1917. – 1918. je zapravo nastavak prethodnog ratnog sukoba s početka Prvog svjetskog rata – Kavkaskih bitaka 1914. – 1917. to je bio niz sukoba za vrijeme ruskog građanskog rata između turske vojske i boljševičkih snaga sovjetske Rusije. Isprva je Osmansko Carstvo podržavalo Vladimira Iliča Lenjina i njegovu oktobarsku revoluciju, jer se on predstavljao kao neprijatelj ruskog carizma, a Carska Rusija je bila povijesni neprijatelj Turske, on je također najavio da će Rusiju izvući iz imperijalističkog Prvog svjetskog rata, zbog toga je turska vlada obećala da neće napasti novonastalu boljševičku Rusiju.
Međutim, kad se sovjetska Rusija i nakon Lenjinova preuzimanja vlasti Rusija nastavila boriti, Turci su počeli gledati na boljševike kao prijetnju, poput svih ostalih iz Centralnih sila, i neprijateljstva su ponovno otpočela početkom 1918., osobito su se intenzivirala nakon što je Lav Trocki 10. veljače 1918. napustio mirovne pregovore s centralnim silama u Mir u Brest-Litovsku. Osmansko Carstvo potom je prekinulo sve vojne aktivnosti na teritoriju Rusije kad je boljševička Rusija konačno potpisala Mir u Brest-Litovsku 3. ožujka 1918., i izašla iz Prvog svjetskog rata.
No i nakon ispadanja Rusije iz rata na zapadu, dijelovi turskih oružanih snaga stali su otvoreno na stranu Bjelogardejaca protiv komunističke Crvene armije tijekom ruskog građanskog rata. Ciljevi turskih akcija bili su južni dijelovi Rusije naseljeni muslimanskim stanovništvom od Crnog mora preko Kavkaza do Turkmenistana, Tadžikistana do Kirgistana na istoku. Osmanske vlasti i vojska su manje više poticali sebi naklonjene Basmačevske ustanike ( sastavljene uglavnom od muslimana koji su se otvoreno borili protiv sovjeta ali i protiv carističkih nastrojenih pokreta i vojski).

## Ratne operacije protiv Armenije, Gruzije i Azerbajdžana
Početkom 1918. godine ruska vojska na Kavkazu se sastojala samo od nekoliko tisuća dragovoljaca i svega dvije  stotine časnika, jer su sovjeti proglasili demobilizaciju. Prije  godinu dana na istom frontu je bilo 500.000 vojnika. Veliki dio južnih teritorija zemlje ostao je bez obrane. Turci su pokrenuli ofenzivu u siječnju 1918. Jedini ozbiljniji otpor pružala im je žurno organizirana milicija novoosnovane Armenske Republike. Tako da je osmanska vojska vrlo lako i brzo već u ožujku 1918. zauzela Trabzon, Erzurum, Kars, Van i Batumi. Upravo tada na sredini te ofanzive je nova sovjetska vlada potpisala Brest-Litovski mir. Ratne operacije su nakratno stale.
Međutim  osmanski ministar rata Enver Paša imao je daleko veće ciljeve od toga, on je htio vratiti  sve teritorije koje je Osmansko Carstvo izgubilo 40 godina prije toga. Zbog toga je on postao inicijator obnove ideje o osmanskoj dominaciji nad Središnjom Azijom, u tom cilju osnovao je Islamsku armiju. Ta armija imala je 14 000 – 25 000 vojnika, i to uglavnom muslimana, većinom Turaka. Naredio je Islamskoj armiji da krene na tek osnovanu Demokratsku Republiku Armeniju a krajnji cilj mu je bio osvajanje Bakua. Toj novoj ofenzivi suprotstavila se Turska saveznica Njemačka, koja je držala zemlje južne Rusije svojom interesnom zonom (a to nije bilo ni u skladu s Brest-Litovskim mirom). U svibnju 1918. osmanska vojska je napala novoosnovanu Demokratsku Republiku Armeniju (osnovana 28. svibnja 1918. godine). Armenci su uspjeli u samo jednoj bitci nanijeti poraz Turcima, ali su izgubili sve kasnije bitke, pa im se raspala vojska. Na kraju su prisiljeni potpisati Mirovni sporazum iz Batumija 1918. Demokratska Republika Gruzija je zatražila njemačku vojnu pomoć. Njemački ekspedicioni korpus došao je u Gruziju pod zapovjedništvom Von Kressensteina. Zbog tog je Enver Pašina Islamska armija zaobišla Gruziju i prošla kroz Azerbajdžan. Došli su do Bakua i odatle izbacili Britance. Do kraja rata Turska je izgubila Palestinu, Siriju i Mezopotamiju, ali je uspjela zauzeli teritorije izgubljene u prethodnom ratu s Rusijom u istočnoj Anatoliji.

## Posljedice
Turski napadi na Armensku Republiku završili su Primirjem iz Mudrosa 30.  listopada 1918. Dvije godine nakon primirja sklopljen je Mirovni ugovor u Sèvresu 10. kolovoza 1920. Tim ugovorom trebala se oformiti Wilsonovska Armenija, s istočnim dijelovima (Trabzon, Kars) ali oni nikad nisu ušli u sastav Armenije. Osmansko carstvo je izgubilo rat sa saveznicima, ali granice na Kavkazu nisu bile riješene. Netom poslije ovog rata izbio je novi Gruzijsko-armenski rat 1918. godine, pa odmah potom Armensko-azerbajdžanski rat (1918. – 1920.), odmah potom uslijedio je Tursko-armenski rat, pa zatim  Grčko-turski rat i Francusko-turski rat.